# Wyspy Owcze
Wyspy Owcze (far. Føroyar, wym. [ˈfœɹjaɹ]; duń. Færøerne, wym. [ˈfæɐ̯øːˀɐnə]) – wulkaniczny archipelag (o powierzchni 1399 km²) położony na Oceanie Atlantyckim przy granicy (północno-wschodni kraniec wyspy Fugloy) z Morzem Norweskim, między Wielką Brytanią, Islandią a Norwegią. Jednocześnie jest to terytorium autonomiczne Królestwa Danii.
Ośrodkiem administracyjnym jest Thorshavn (farer. Tórshavn). Głównymi miastami Wysp Owczych są: Klaksvík, Hoyvík, Argir. Na wyspach żyje 52 337 mieszkańców, a gęstość zaludnienia wynosi 34,5 osoby/km². Językami urzędowymi są farerski i duński. Większość mieszkańców wyznaje luteranizm.
Nazwa Føroyar pochodzi ze staronorweskiego Færeyjar i oznacza Wyspy Owiec.

## Geografia

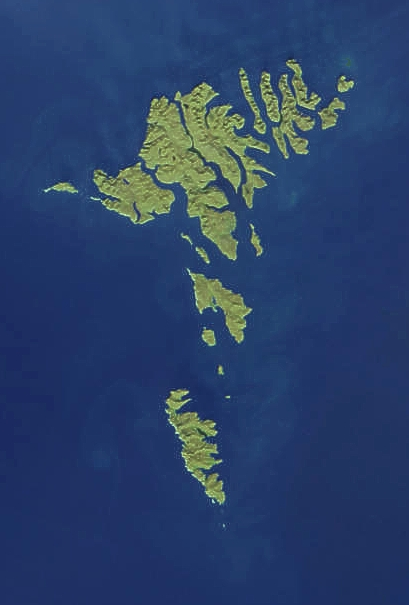
Zdjęcie satelitarne Wysp

Archipelag tworzy 18 głównych wysp wulkanicznych o powierzchni górzystej. Największe z nich to Streymoy (373 km²) i Eysturoy (286 km²). Najwyższym wzniesieniem Wysp Owczych jest Slættaratindur (882 m n.p.m.) na Eysturoy. Wzniesienia przecinają liczne doliny. Wybrzeża – na ogół skaliste i strome, tylko gdzieniegdzie mają charakter fiordów. Są tu najwyższe klify w Europie jak znajdujący się na Viðoy klif przylądka Enniberg (745 m), zajmujący w Europie pierwsze miejsce. Rzeki są krótkie i wąskie, często przybierają na sile w okresie pozimowych roztopów, zdarza się, iż zakończone są wodospadami spadającymi z wysokich klifów do oceanu. Na wyspach występują także jeziora, z których największym jest Sørvágsvatn (3,56 km²) na wyspie Vágar.
Przybliżone współrzędne Wysp Owczych: 62°00′N 6°47′W/62,000000 -6,783333 (Thorshavn na wyspie Streymoy, w centrum archipelagu).

## Geologia

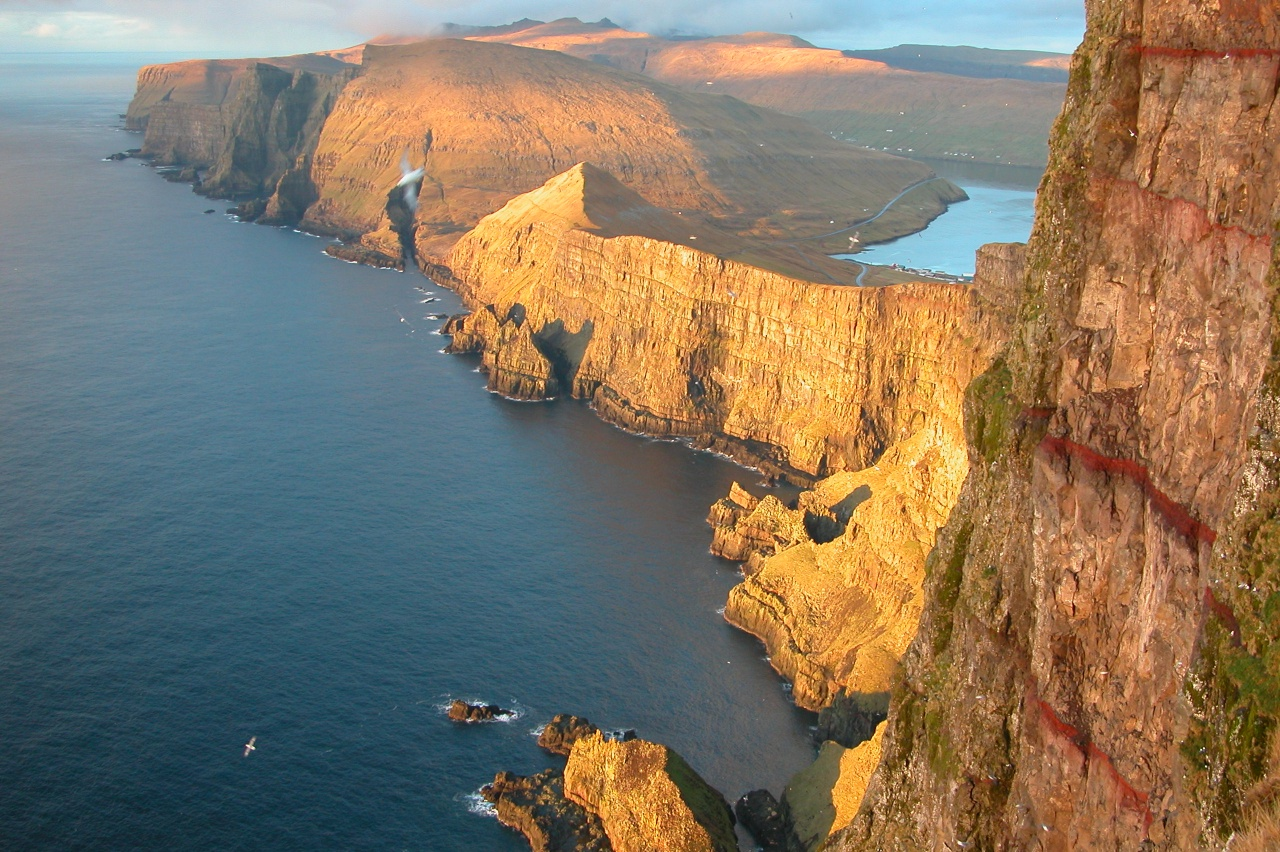
Widok z klifu Beinisvørð wzdłuż zachodniego wybrzeża Suðuroy w kierunku północnym. Widać grube warstwy jasnego bazaltu, poprzedzielane cienkimi i ciemniejszymi warstwami tufu

Wyspy Owcze zbudowane są głównie z bazaltów powstałych w paleocenie i eocenie, w okresie 60–50 mln lat temu w wyniku wylewów z bardzo długich, prostych szczelin (tzw. erupcji linearnych). Wyróżnia się trzy grube serie bazaltowe, o łącznej grubości około 3 km. Seria dolna ma około 900 m, środkowa – ponad 1300 m i górna około 670 m. Dolna seria na powierzchni dominuje na wyspie Suðuroy i Mykines, środkowa na powierzchni dominuje na zachodnich wyspach (głównie Vágar, Streymoy, Eysturoy), a górna na wyspie Sandoy i wyspach wschodnich archipelagu. Oprócz tych poziomo leżących serii są też powszechnie pionowe lub skośne żyły i dajki wulkanitów o większej odporności na wietrzenie niż bazalty głównych serii. Zaznaczają się one w morfologii wysp jako twardzielcowe skałki. Pomiędzy dolną a środkową serią bazaltów występuje seria ponad 100 m zlepieńców, zwietrzelin i warstwy węgli brunatnych powstała w czasie dłuższej przerwy w wulkanizmie. Datowana jest na eocen.
Pokłady węgla mają maksymalnie do 10 m miąższości (wraz z płonymi przeławiceniami), przeważnie dużo mniej, średnio 75 cm. Zasoby szacuje się na 12 mln ton. Odsłaniają się na wyspach Vágar i Suðuroy. Wydobycie na niewielką skalę prowadzono głównie w okresie obu wojen światowych.

## Historia
Na podstawie badań próbek osadów z dna jeziora nieopodal pozostałości wikińskiej osady Eiði na wyspie Eysturoy ustalono, że owce domowe pojawiły się na wyspach między 492 i 512 rokiem n.e., a być może jeszcze w 370 r. n.e. Około 500 r n.e. na wyspy dotarli irlandzcy mnisi, a zamieszkane przez eremitów irlandzkich były już w VII wieku. Na celtyckie pochodzenie pierwszej grupy ludności zamieszkującej archipelag wskazuje etymologia wielu nazw miejscowości.
Około 825-850 r. zostały zasiedlone przez Normanów (wikingów), a od 1035 roku stanowiły posiadłość Norwegii. Wraz z nią zostały przyłączone w roku 1380 do Danii.
W roku 1814 Dania utraciła Norwegię, ale zachowała Wyspy Owcze. Nałożony na wyspy duński monopol handlowy spowodował zahamowanie ich rozwoju gospodarczego. W tym czasie narastał ruch nacjonalistyczny, który dążył do uzyskania niepodległości. W pierwszej połowie XIX wieku wyspom przyznano ograniczoną autonomię. Ruch nacjonalistyczny doprowadził jednocześnie do powstania pisanego języka farerskiego, który jest, obok duńskiego, językiem urzędowym Wysp. W latach 1940–1945 archipelag, jako istotny dla przebiegu Bitwy o Atlantyk punkt strategiczny, zajęty był przez wojska brytyjskie. W roku 1948 podpisano nowe warunki współzależności między Wyspami Owczymi a Danią, uzyskując tym samym szerszą autonomię.

## Klimat

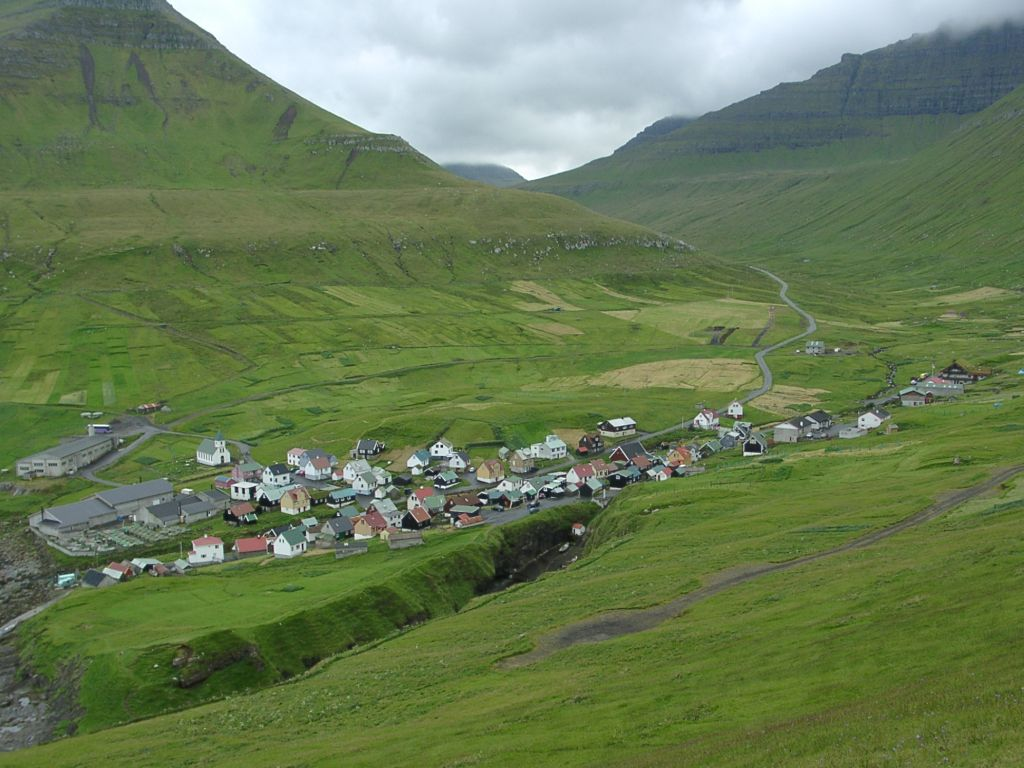
Krajobraz Wysp Owczych

| Miesiąc                          | Sty  | Lut  | Mar  | Kwi  | Maj  | Cze  | Lip  | Sie  | Wrz  | Paź  | Lis  | Gru  | Roczna |
| -------------------------------- | ---- | ---- | ---- | ---- | ---- | ---- | ---- | ---- | ---- | ---- | ---- | ---- | ------ |
| Średnie temperatury w dzień [°C] | 5,3  | 5,5  | 5,9  | 7,2  | 9,2  | 11,4 | 12,6 | 12,8 | 11,2 | 9,3  | 6,6  | 5,8  | 8,6    |
| Średnie dobowe temperatury [°C]  | 3,4  | 3,6  | 3,8  | 5,0  | 7,0  | 9,1  | 10,3 | 10,5 | 9,1  | 7,4  | 4,6  | 3,7  | 6,5    |
| Średnie temperatury w nocy [°C]  | 1,2  | 1,5  | 1,5  | 2,7  | 4,9  | 7,1  | 8,4  | 8,5  | 7,0  | 5,4  | 2,6  | 1,6  | 4,4    |
| Opady [mm]                       | 133  | 95   | 132  | 88   | 70   | 61   | 70   | 83   | 128  | 155  | 127  | 142  | 1284   |
| Średnia liczba dni deszczowych   | 22   | 17   | 21   | 16   | 12   | 12   | 13   | 13   | 18   | 22   | 21   | 22   | 209    |
| Średnie usłonecznienie [h]       | 0.45 | 1.29 | 2.29 | 3.57 | 4.00 | 4.17 | 3.58 | 3.13 | 2.63 | 1.55 | 0.67 | 0.23 | 2,3    |
| Źródło: 1 lutego 2013            |      |      |      |      |      |      |      |      |      |      |      |      |        |

Wyspy Owcze leżą w strefie klimatu umiarkowanego, chłodnego, wykazującego bardzo silne wpływy oceaniczne. Charakteryzuje się on m.in. wysokim poziomem opadów, relatywnie ciepłymi zimami i chłodnymi latami. Dzięki ogrzewającemu Wyspy ciepłemu Prądowi Zatokowemu średnia temperatura w styczniu wynosi +3,4 °C. Średnia temperatura w sierpniu to +10,5 °C. Wpływ oceanu powoduje, iż na wyspach jest na ogół pochmurnie, występują częste mgły i silne wiatry.

## Demografia
| 19 lipca 2007            | 19 lipca 2007                  |
| ------------------------ | ------------------------------ |
| Liczba ludności          | 47 511                         |
| Ludność według wieku     |                                |
| 0–14 lat                 | 20,6%                          |
| 15–64 lat                | 65,3%                          |
| ponad 64 lata            | 14,1%                          |
| Wiek (mediana)           |                                |
| W całej populacji        | 35 lat                         |
| Mężczyzn                 | 34,8 lat                       |
| Kobiet                   | 35,3 lat                       |
| Przyrost naturalny       | 0,543%                         |
| Współczynnik urodzeń     | 14,12 urodzin/1000 mieszkańców |
| Współczynnik zgonów      | 8,69 zgonów/1000 mieszkańców   |
| Współczynnik migracji    | <0 migrantów/1000 mieszkańców  |
| Ludność według płci      |                                |
| przy narodzeniu          | 1 mężczyzn/kobiet              |
| poniżej 15 lat           | 0,996 mężczyzn/kobiet          |
| 15–64 lat                | 1,115 mężczyzn/kobiet          |
| powyżej 64 lat           | 0,83 mężczyzn/kobiet           |
| Umieralność noworodków   |                                |
| W całej populacji        | 6,01 śmiertelnych/1000 żywych  |
| płci męskiej             | 7,25 śmiertelnych/1000 żywych  |
| płci żeńskiej            | 4,76 śmiertelnych/1000 żywych  |
| Oczekiwana długość życia |                                |
| W całej populacji        | 79,49 lat                      |
| Mężczyzn                 | 76,06 lat                      |
| Kobiet                   | 82,93 lat                      |
| Rozrodczość              | 2,15 urodzeń na kobietę        |

### Ludność

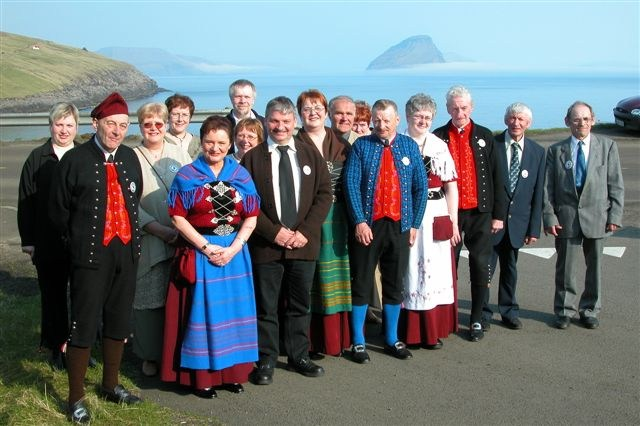
Mieszkańcy Wysp (częściowo w strojach ludowych)

Mieszkańcy Wysp (Farerowie) są w zdecydowanej części potomkami osadników normańskich pochodzących z terenów obecnej Norwegii. Poza nimi na terenie Wysp zamieszkuje spora liczba Duńczyków (ok. 5%), a także niewielka liczba osób (w sumie około 1 tys.) pochodzących z innych krajów: głównie Islandii, Grenlandii, a także z Polski.
Ponad 1/4 całej populacji (w tym niemal wszyscy imigranci) mieszka w stolicy kraju – Thorshavn.

### Języki
Mieszkańcy Wysp Owczych posługują się językiem farerskim, który jest językiem urzędowym kraju. Niewielka grupa imigrantów z Danii (zamieszkująca głównie w stolicy i innych większych miastach) posługuje się też na co dzień językiem duńskim, który jest drugim językiem urzędowym i jest znany także farerskojęzycznej większości mieszkańców. Ponadto na wyspach dość powszechna jest znajomość języka angielskiego.

### Wyznania

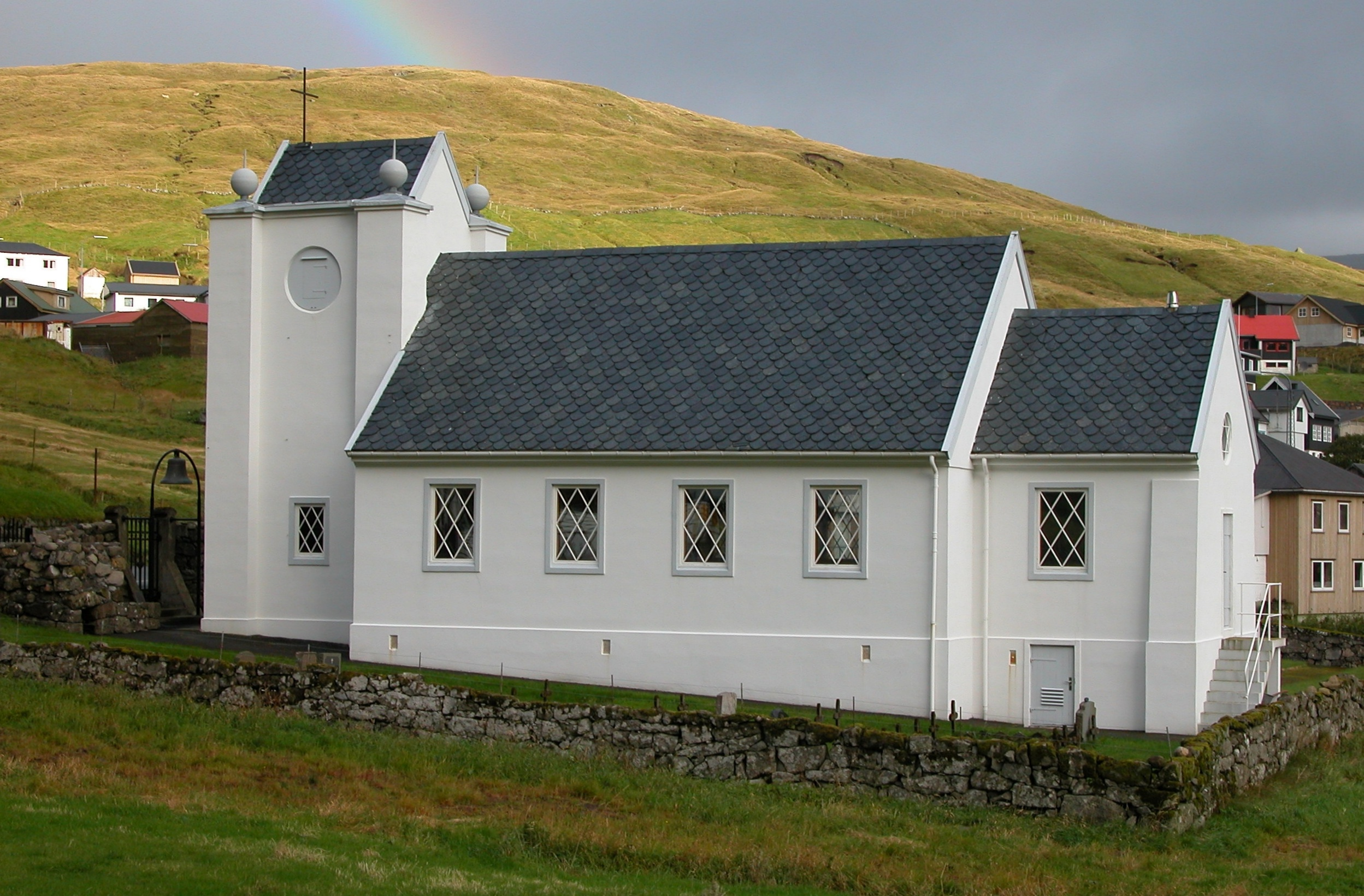
Kościół w Hósvík

Większość populacji Wysp Owczych (74,6%) należy do kościoła luterańskiego. Drugą grupą protestancką są Bracia plymuccy (9,8%). Trzecia grupa to zielonoświątkowcy (2,1%). Blisko 10% populacji nie wyznaje żadnej religii. Kościół katolicki obecnie posiada niewielką liczbę wiernych (0,34%). Istnieją także niewielkie społeczności Adwentystów Dnia Siódmego, Świadków Jehowy (zobacz: Świadkowie Jehowy na Wyspach Owczych) i wyznawców bahaizmu.
Zgodnie z farerskim spisem ludności z 2011 roku na Wyspach mieszkało wówczas dwudziestu trzech zadeklarowanych wyznawców islamu, dwunastu wyznawców judaizmu i sześćdziesięciu sześciu buddystów.

### Zmiany liczby mieszkańców
| Rok  | Liczba mieszkańców |
| ---- | ------------------ |
| 1327 | ok. 4000           |
| 1350 | ok. 2000           |
| 1769 | 4773               |
| 1801 | 5255               |
| 1834 | 6928               |
| 1840 | 7314               |
| 1845 | 7782               |
| 1850 | 8137               |
| 1855 | 8651               |
| 1880 | 11 220             |
| 1900 | 15 230             |
| 1911 | ok. 18 800         |
| 1925 | 22 835             |
| 1950 | 31 781             |
| 1970 | ok. 38 000         |
| 1975 | 40 441             |
| 1985 | 45 749             |
| 1989 | 47 787             |
| 1995 | 43 358             |
| 1996 | 43 784             |
| 1997 | 44 262             |
| 1998 | 44 817             |
| 1999 | 45 409             |
| 2000 | 46 196             |
| 2001 | 46 996             |
| 2002 | 47 704             |
| 2003 | 48 214             |
| 2004 | 48 353             |
| 2005 | 48 371             |
| 2013 | 48 197             |
| 2019 | 51 540             |

## Miasta i osady

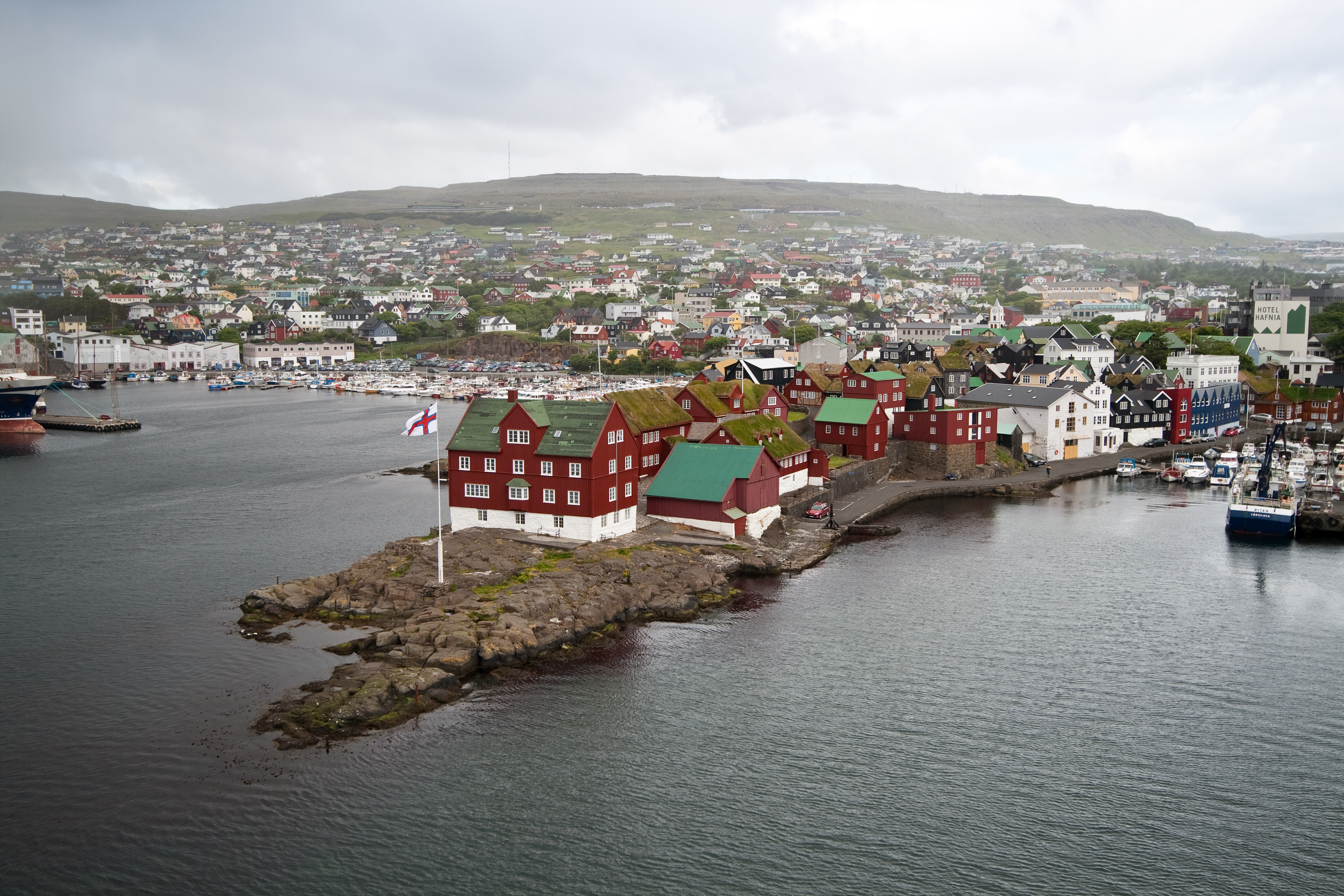
Stolica kraju Thorshavn

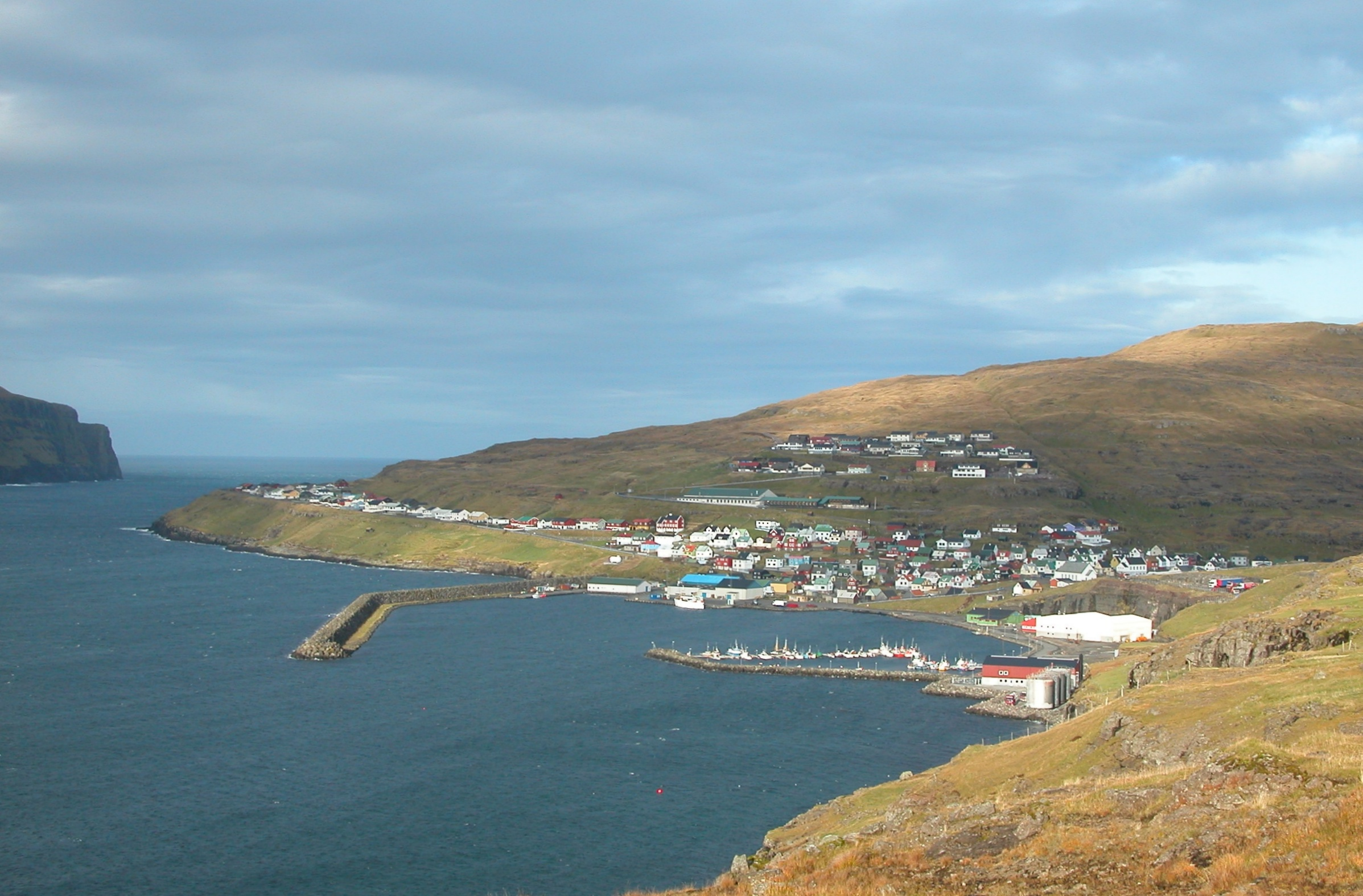
Osada Eiði

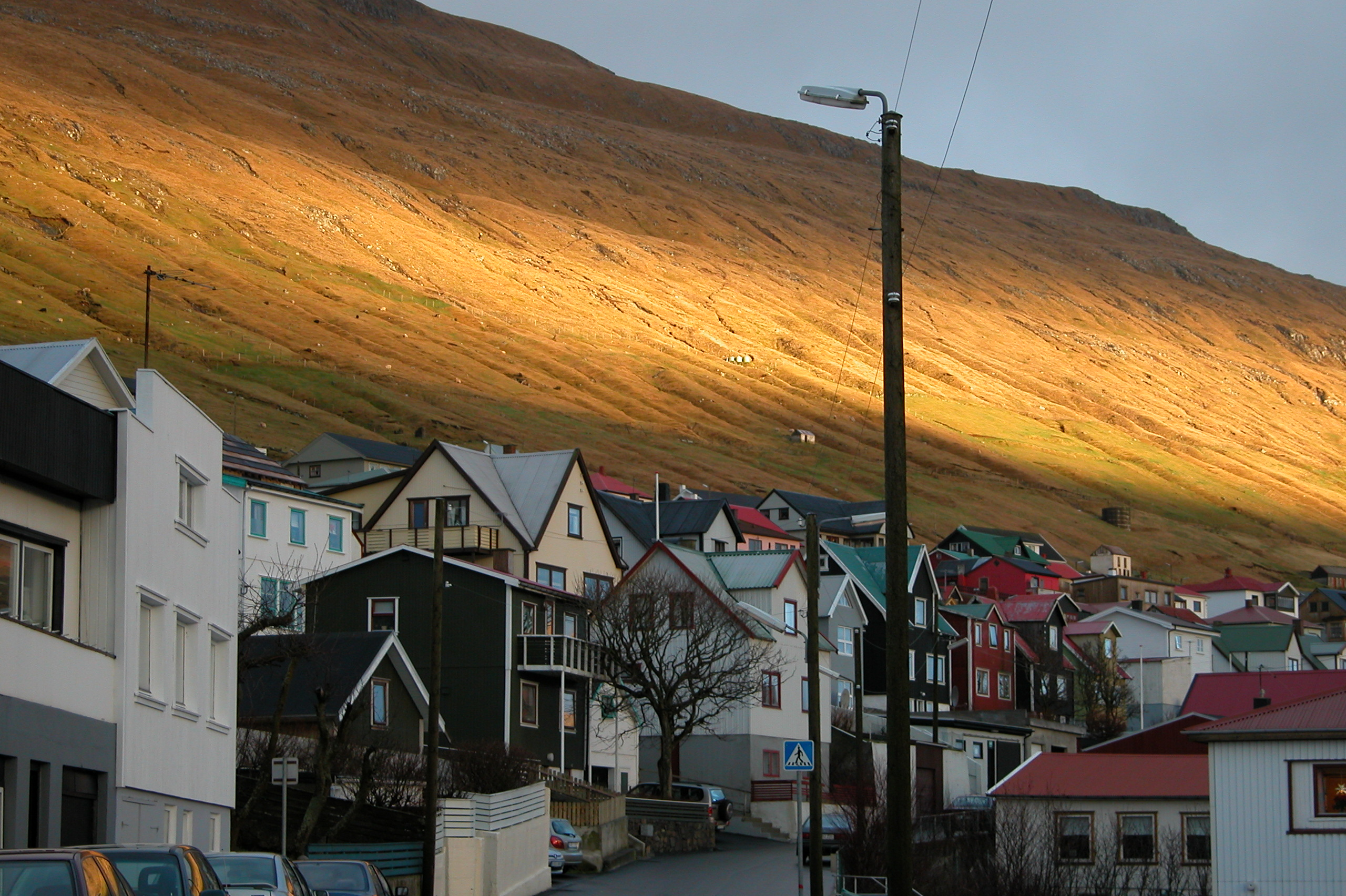
Domy w Vagur

W lutym 2005 r. na Wyspach było zarejestrowanych 95 miejscowości, przy czym niektóre z nich istniały tylko jako pojedyncze domy zamieszkane przez kilka osób, a nawet pozbawione stałej ludności.
Największe miejscowości na Wyspach (powyżej 500 mieszkańców), stan na luty 2005 r.
| Lp. | Nazwa        | Gmina        | Liczba mieszkańców |
| --- | ------------ | ------------ | ------------------ |
| 1   | Thorshavn    | Thorshavn    | 12 582             |
| 2   | Klaksvík     | Klaksvíkar   | 4681               |
| 3   | Hoyvík       | Thorshavn    | 2951               |
| 4   | Argir        | Thorshavn    | 1881               |
| 5   | Fuglafjørður | Fuglafjarðar | 1542               |
| 6   | Vágur        | Vágs         | 1420               |
| 7   | Vestmanna    | Vestmanna    | 1251               |
| 8   | Tvøroyri     | Tvøroyrar    | 1170               |
| 9   | Miðvágur     | Miðvágs      | 1032               |
| 10  | Sørvágur     | Sørvágs      | 974                |
| 11  | Leirvík      | Leirvíkar    | 853                |
| 12  | Toftir       | Nes          | 832                |
| 13  | Saltangará   | Runavíkar    | 830                |
| 14  | Kollafjørður | Thorshavn    | 822                |
| 15  | Strendur     | Sjóvar       | 817                |
| 16  | Sandavágur   | Sandavágs    | 744                |
| 17  | Hvalba       | Hvalbiar     | 663                |
| 18  | Eiði         | Eiðis        | 651                |
| 19  | Skáli        | Runavíkar    | 618                |
| 20  | Sandur       | Sands        | 596                |
| 21  | Norðragøta   | Gøtu         | 575                |

 Pełna, alfabetyczna lista osiedli na Wyspach Owczych znajduje się w artykule: Miasta Wysp Owczych.

## Ustrój polityczny
Wyspy posiadają własny 33-osobowy parlament – Løgtingið (pełna, oficjalna nazwa: Føroya løgting), działający z niewielkimi przerwami od czasów wikińskich, i odpowiedzialny przed nim rząd – Landsstýrið tworzony przez premiera oraz sześciu ministrów (Handlu i Przemysłu, Finansów, Rybołówstwa, Kultury i Edukacji, Usług Socjalnych i Zdrowotnych oraz Spraw Wewnętrznych). Archipelag ma także dwóch deputowanych w parlamencie duńskim oraz Radzie Nordyckiej. W kompetencji rządu duńskiego leży prowadzenie polityki zagranicznej, obronnej i konstytucyjnej Wysp, aczkolwiek mają one co nieco do powiedzenia w kwestii międzynarodowej, czego dowodem jest odrzucenie w referendum członkostwa w Unii Europejskiej. Reprezentantem Danii na Wyspach Owczych jest królewski wysoki przedstawiciel (farer. ríkisumboðsmaður, duń. rigsombudsmand).

### Podział administracyjny

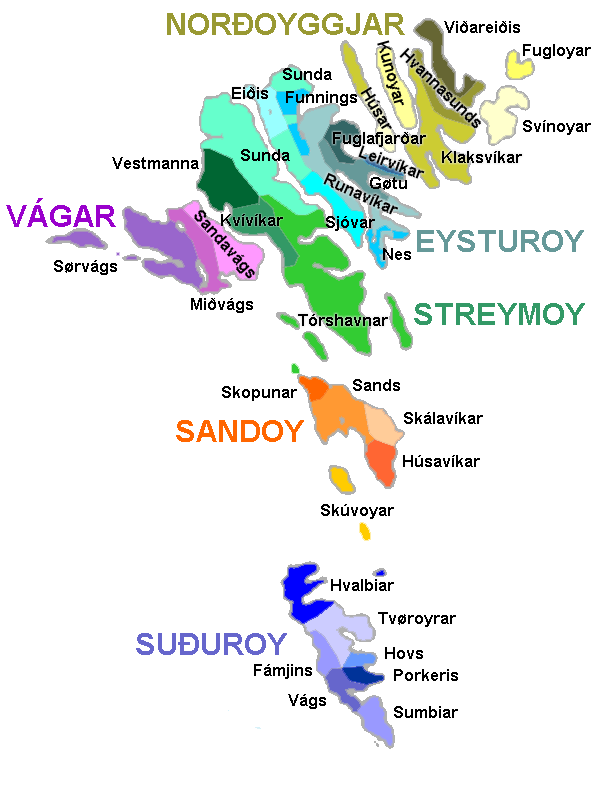
Podział Wysp Owczych na gminy

Wyspy Owcze podzielone są na sześć regionów i siedem okręgów wyborczych: Eysturoy, Norðoyar (także Norðoyggjar), Sandoy, Streymoy (podzielony na dwa okręgi wyborcze), Suðuroy oraz Vágar. Dzielą się one obecnie na 34 okręgi gminne. Do roku 2004 istniało 48 takich okręgów; rząd prowadzi politykę zachęcania do oddolnego łączenia się gmin, w związku z czym można oczekiwać, że liczba ich wkrótce ulegnie dalszej redukcji. Największym z okręgów administracyjnych jest Streymoy, zaś gminnym gmina Thorshavn.

### Główne partie polityczne i ich poparcie
Na Wyspach Owczych wybory do parlamentu odbywają się co cztery lata, bierze w nich udział siedem partii. Prócz tradycyjnego podziału na prawicę, lewicę i centrum liczy się także stosunek do niezależności wobec Danii. Ostatnie wybory miały miejsce 1 września 2015 roku i zakończyły się następującymi rezultatami:

### Wyniki
| Nazwa partii      | Głosy  | % głosów (zmiana) | % głosów (zmiana) | Mandaty (zmiana) | Mandaty (zmiana) | % mandatów |
| ----------------- | ------ | ----------------- | ----------------- | ---------------- | ---------------- | ---------- |
| Javnaðarflokkurin | 8093   | 25,1%             | +7,3%             | 8                | +2               | 24,2%      |
| Tjóðveldi         | 6691   | 20,7%             | +2,5%             | 7                | +1               | 21,2%      |
| Fólkaflokkurin    | 6102   | 18,9%             | −3,6%             | 6                | −2               | 18,2%      |
| Sambandsflokkurin | 6046   | 18,7%             | −6,0%             | 6                | −2               | 18,2%      |
| Framsókn          | 2241   | 7,0%              | +0,6%             | 2                | 0                | 6,1%       |
| Miðflokkurin      | 1779   | 5,5%              | −0,6%             | 2                | 0                | 6,1%       |
| Nýtt Sjálvstýri   | 1305   | 4,1%              | −0,2%             | 2                | +1               | 6,1%       |
| Razem             | 32 374 | 100%              | –                 | 33               | –                | 100%       |
| Frekwencja: 88,8% |        |                   |                   |                  |                  |            |

## Gospodarka

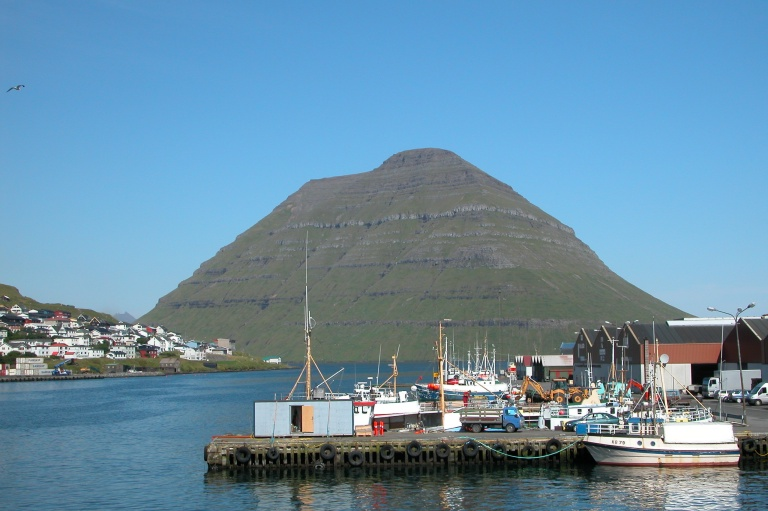
Port morski w Klaksvik

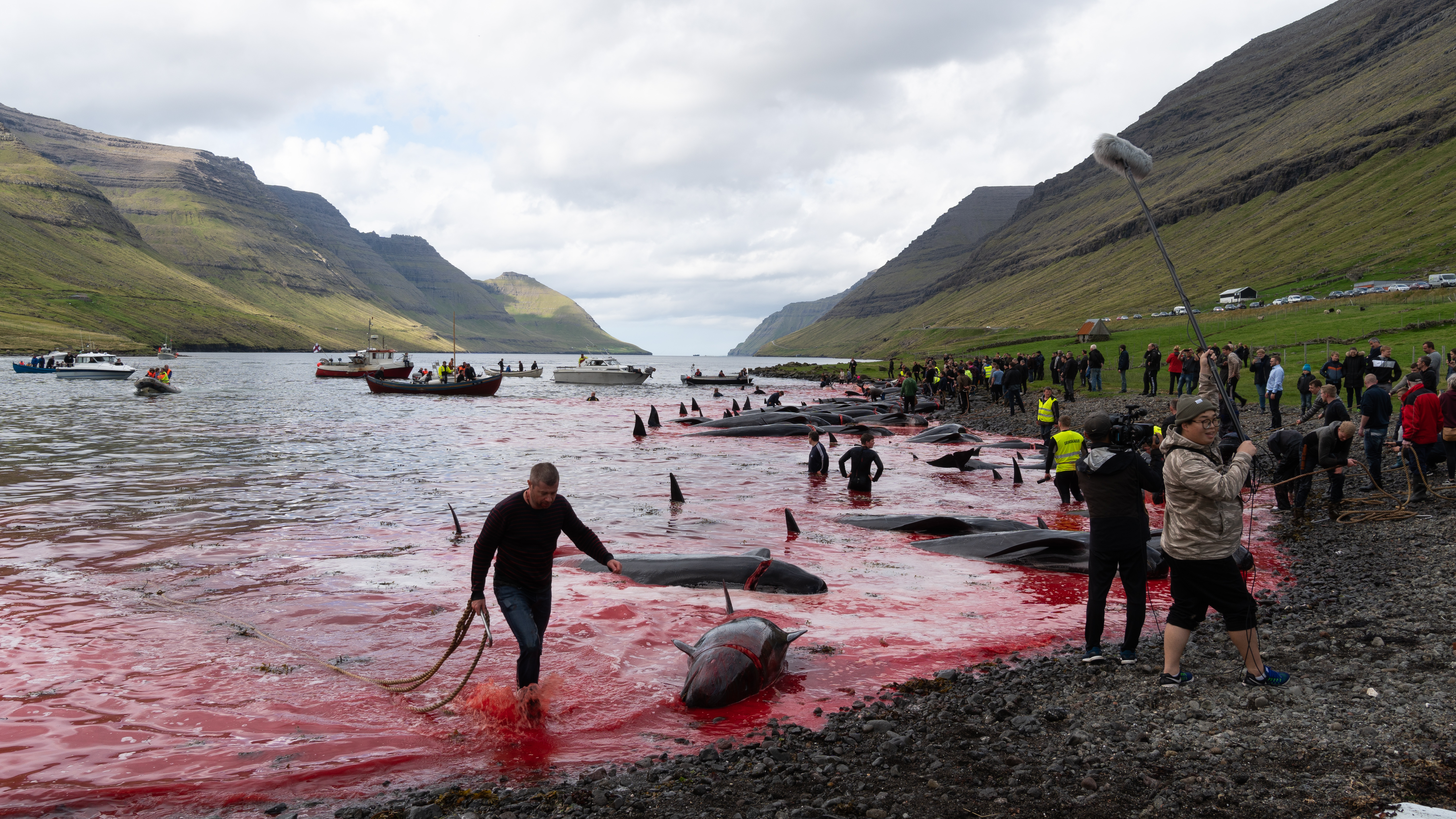
Tradycyjna, doroczna rzeź delfinów na Wyspach Owczych

Wyspy Owcze ze względu na swoją lokalizację jeszcze do niedawna były prymitywne technologicznie. W latach 50. XX w. większość wsi nie miała dostępu do prądu, brakowało dróg i system komunikacji był mało rozwinięty. Po okresie postępu technologicznego w latach 70. i 80. XX w. nastał głęboki kryzys, którego jedną z przyczyn był spadek połowów morskich. Rybołówstwo było ważnym członem gospodarki wysp, więc kryzys doprowadził do pogrążenia pozostałych sektorów. Pojawiło się 20% bezrobocie, a 10% mieszkańców kraju musiało go opuścić, by szukać pracy. Równowaga ekonomiczna powróciła dopiero w latach 90. XX w.
Farerczycy po tym doświadczeniu zmienili koncepcję zarabiania na rybołówstwie. Rozpoczęli hodowlę łososi i pstrągów w wodach fiordów. Głównym ośrodkiem tradycyjnego rybołówstwa pozostało drugie pod względem wielkości miast – Klaksvík. Łącznie na tę branżę przypada 96% eksportu. Innymi ważnymi częściami gospodarki są: żegluga, usługi portowe, obsługa floty rybackiej i przemysł stoczniowy. Na Wyspach najbardziej znanym armatorem jest Smyril Line – firma zapewniająca połączenie promowe na trasie Dania – Wyspy Owcze – Norwegia – Szetlandy – Islandia. Rolnictwo nie ma dużego znaczenia w gospodarce wysp. Pewną rolę odgrywa tylko hodowla zwierząt – bydła i owiec. Płody rolne i artykuły żywnościowe są importowane. Na małą skalę uprawiane są tam ziemniaki. Na malutkich poletkach sadzi się buraki, kapustę, rzepę, lecz jest to bardziej hobby mieszkańców. Farerczycy zbierają także trawę, która po wysuszeniu stanowi paszę dla bydła. By poprawić żyzność lichej ziemi, wyspiarze od wieków stosują nawóz w postaci spalonych wodorostów. Interesująca może być hodowla owiec. Niektóre jej zasady określa prawo ustanowione jeszcze w XIII w., jakim był List Owczy. Populacja tych zwierząt utrzymywana jest na stałym poziomie 75–78 tys. sztuk. Dzięki tradycyjnej hodowli owiec – zwierzęta pasą się swobodnie przez cały rok – i specyficznym walorom farerskiej odmiany owcy, pochodząca z wysp wełna ma unikalne walory, a mięso ma doceniany przez znawców smak. Lepszą przyszłość gospodarki Wysp Owczych zwiastuje odnalezienie ropy naftowej, której złoża odkryto na dnie oceanicznym na południowy wschód od wysp. Koncerny petrochemiczne zajęły się badaniem możliwości eksploatacji złóż.

### Emisja gazów cieplarnianych
Emisja równoważnika dwutlenku węgla z Wysp Owczych wyniosła w 1990 roku 0,028 Mt, z czego tylko 0,001 Mt w zaokrągleniu stanowiła emisja dwutlenku węgla. Główne emisje dotyczą metanu, a w mniejszym stopniu podtlenku azotu. W przeliczeniu na mieszkańca emisja wyniosła wówczas 31 kg dwutlenku węgla, a w przeliczeniu na 1000 dolarów PKB 1 kg. Od tego czasu emisje pozostają na podobnym poziomie, przy czym emisja dwutlenku węgla nieznacznie rośnie. Głównym źródłem emisji była działalność niezwiązana ani z energetyką, ani z transportem. W 2018 emisja dwutlenku węgla pochodzenia kopalnego wyniosła 0,002 Mt w zaokrągleniu, a w przeliczeniu na mieszkańca 39 kg i w przeliczeniu na 1000 dolarów PKB 1 kg.

## Transport
- Most Streymin jest jedynym mostem na Oceanie Atlantyckim. Łączy wyspę Streymoy z Eysturoy[10].
- Eysturoyartunnilin to obecnie najdłuższy na Wyspach Owczych i drugi co do długości podmorski tunel drogowy na świecie (po Ryfast w Norwegii). Rozgałęziona pod wodą na trzy drogi konstrukcja ma długość 11,24 km i jedyne pod Atlantykiem podmorskie rondo[11].

### Dojazd
Dojazd na Wyspy Owcze jest jedną z największych przeszkód w ich zwiedzaniu.
- Jedną z możliwości dojazdu jest prom Norröna kursujący z duńskiej miejscowości Hirtshals do Seyðisfjörður na Islandii[12], zatrzymujący się po drodze w stolicy Wyspy Owczych – Thorshavn. Do 2008 roku można było wsiąść na prom odpływający z Lerwick na Szetlandach, jednak połączenia szkockiego archipelagu z Wyspami Owczymi i Skandynawią zostały zawieszone w czasie kryzysu i nie doszło do ich przywrócenia[13].
- Drugą możliwością jest przelot samolotem linii lotniczych Atlantic Airways (rodzima linia Wysp Owczych), docierających do portu lotniczego Vágar. Linia ta obsługuje połączenia z Danią, Norwegią, Szkocją i Islandią. Połączenia z Danią od 2016 roku zapewnia także linia SAS, która aby zapewnić odpowiednią puktualność i regularność tego połączenia była zmuszona do zainstalowania w 2019 roku w swoich samolotach dodatkowego wyposażenia wspomagającego lądowanie w trudnych warunkach atmosferycznych - Required Navigation Performance(inne języki) [14] [15].

### Podróżowanie po archipelagu
Połączenia autobusowe na Wyspach Owczych obsługiwane są przez firmę Strandfaraskip Landsins. Rozkład jazdy skorelowany jest z porami odjazdu promów łączących poszczególne wyspy. Można w ten sposób dotrzeć praktycznie do każdego zamieszkanego zakątka archipelagu. Alternatywną możliwością są przeloty dofinansowanymi śmigłowcami Atlantic Airways m.in. z portu lotniczego Vágar do Thorshavn, Klaksvík, Skúvoy, Froðba, Stóra Dímun i Mykines.

## Kultura
Na Wyspach Owczych odbywa się grindadráp, coroczne polowanie na grindwale długopłetwe – walenie zaliczane do delfinów. Co roku w okresie lipca i sierpnia rybacy zaganiają je swoimi łodziami w głąb zatoki i zabijają harpunami. Uczestniczą w tym całe rodziny – od ojców, przez matki, aż po małe dzieci. Corocznie ginie tam od 600 do 1000 sztuk grindwali. Proceder ten nie wynika już z potrzeb ekonomicznych, a jest uzasadniany jedynie tradycją. Zabijanie delfinów budzi oburzenie na całym świecie i wywołuje coraz większe protesty. W 2015 roku z powodu rzezi grindwali niemiecki operator statków rejsowych Aida ogłosił, że rezygnuje z rejsów na Wyspy Owcze.

## Media
Wyspy Owcze posiadają szereg niezależnych mediów, a wśród nich sześć gazet, cztery magazyny, trzy rozgłośnie radiowe oraz jedną stację telewizyjną.
- Gazety: najstarszą jest Dimmalætting – zaczęła wychodzić w 1878 roku i mimo wielu zmian istnieje do dziś. Kolejne to: Sosialurin (1927, upolityczniona), Oyggjatíðindi, Norðlýsið (kolportowana w północnej części archipelagu), Vinnuvitan (o biznesie), Vikublaðið.
- Magazyny: Ð (dla mężczyzn), Frøði (naukowy), Kvinna (2004, dla kobiet), OutsiderMagazine, Vencil (kulturowe).
- Rozgłośnie: Kringvarp Føroya (działa od 1957 roku), Lindin (chrześcijańska) i Rás 2.
- Sjónvarp Føroya (SvF) jest jedyną stacją telewizyjną Wysp; audycje nadawane są w języku farerskim. Powstała w 1984 roku.

## Sport

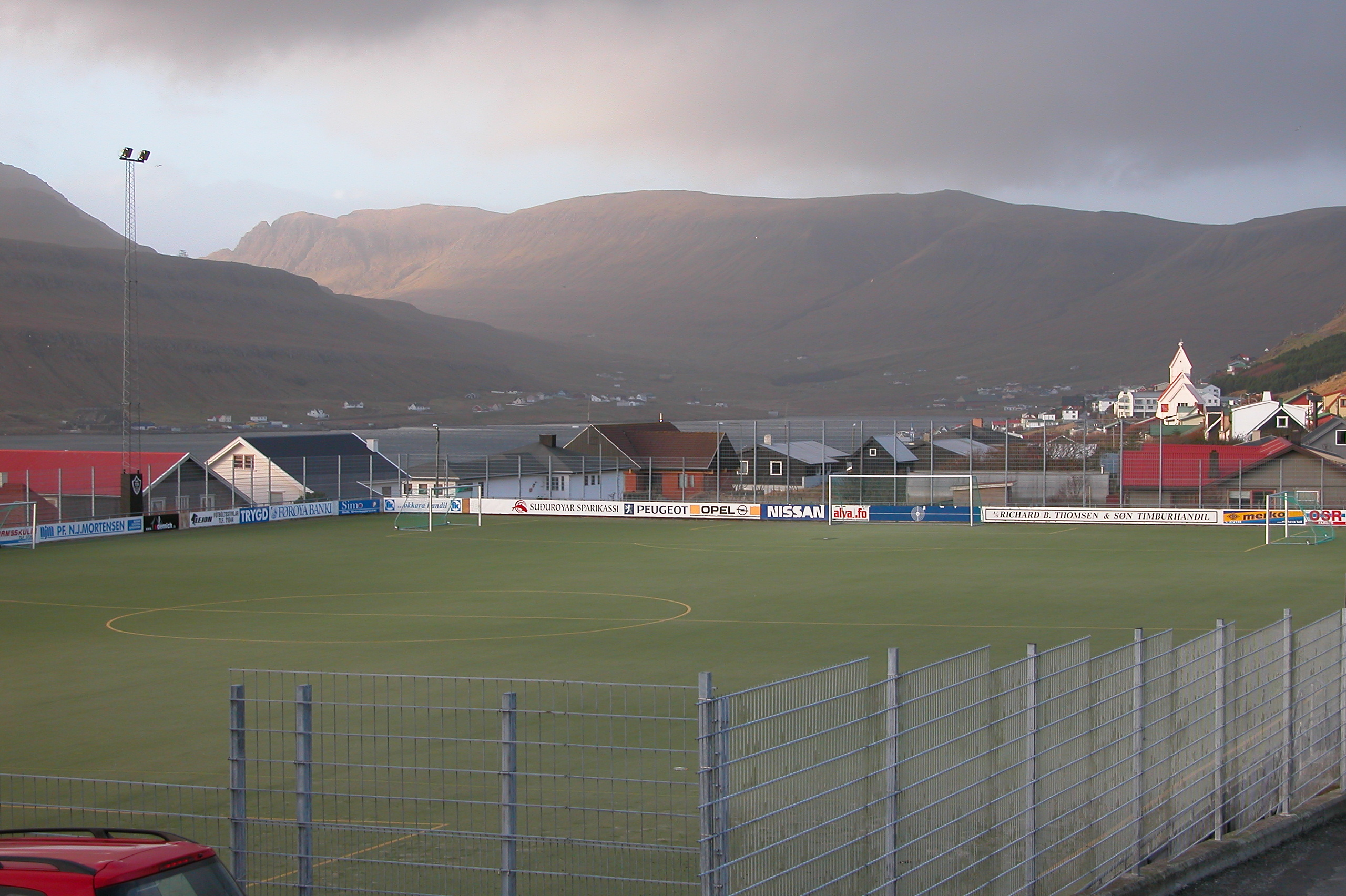
Stadion Tvøroyri

Wyspy Owcze mają 2 sporty narodowe. Są nimi piłka nożna oraz wyścigi łodzi wiosłowych. Reprezentacja piłkarska jest uwielbiana wśród mieszkańców wysp. Najpopularniejszymi zespołami są: HB Tórshavn, B36 Tórshavn, Víkingur Gøta i KÍ Klaksvík. Popularna jest też piłka ręczna. Zarejestrowanych zawodników i zawodniczek jest 2,6 tys. co stanowi ok. 5% populacji kraju.